# Carola Nossek
Carola Nossek (* 10. Februar 1949 in Schwerin) ist eine deutsche Opernsängerin (Sopran) und Gesangsprofessorin.

## Leben
Am Konservatorium ihrer Geburtsstadt Schwerin erhielt Carola Nossek ihre erste musikalische Ausbildung. Nach dem Abitur begann sie ihr Gesangsstudium an der Hochschule für Musik in Dresden bei Elsbeth Plehn. Erste Opernerfahrungen sammelte sie am Studio der Staatsoper Dresden, wo sie in der Oper Der Wildschütz als Nanette debütierte. 1974 erfolgte dann ihr Debüt an der Staatsoper Unter den Linden als Echo in der Oper Ariadne auf Naxos. 
Von 1975 bis 1995 war die Kammersängerin Ensemblemitglied der Staatsoper zu Berlin. Hier sang sie u. a. die Partien Susanna (Le nozze di Figaro), Despina (Così fan tutte), Ännchen (Der Freischütz), Woglinde (Das Rheingold), Nuri (Tiefland), Micaëla (Carmen), Marzelline (Fidelio) und Pamina (Die Zauberflöte). Weiterhin wirkte sie u. a. in den Aufführungen von Parsifal, Das Rheingold, Jenůfa,  Elektra,  Orpheus in der Unterwelt und dem Rosenkavalier mit. 
Als Preisträgerin zahlreicher Wettbewerbe, u. a. dem internationalen Bach-Wettbewerb, gab sie Konzerte und Operngastspiele im In- und Ausland. Neben ihren Opernauftritten widmet sie sich intensiv dem Liedgesang. Für Rundfunk, Schallplatte und Fernsehen hat sie zahlreiche Aufnahmen gemacht. Seit mehr als einem Jahrzehnt unterrichtet Carola Nossek an der Hochschule für Musik „Hanns Eisler“ Berlin das Fach Gesang.